# Bouleuterion di Reggio Calabria

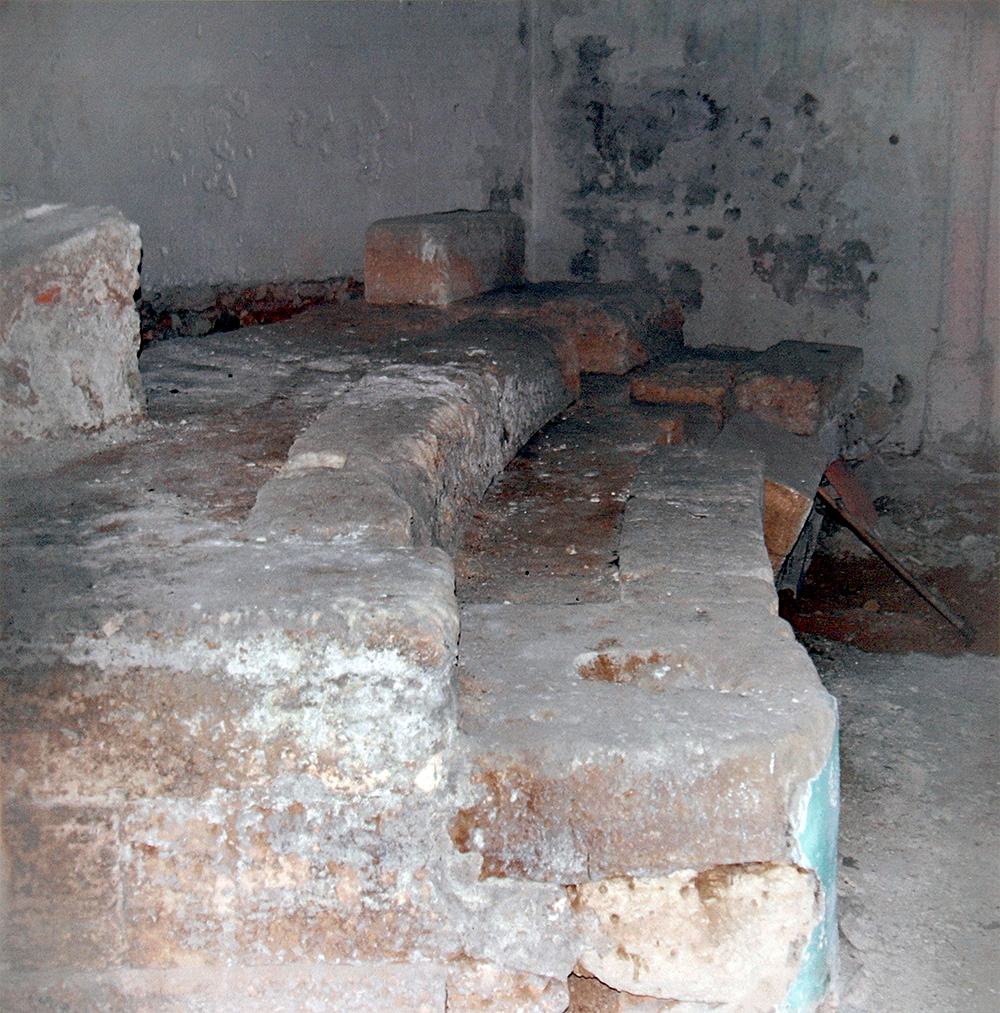
Uno scorcio del rudere del bouleuterion.

I resti di un antico edificio d'epoca greca identificati come il Bouleuterion (in greco βουλευτήριον) o l'Odéon (in greco Ωδείον) di Reggio Calabria, si trovano nell'isolato delimitato da via del Torrione, via Demetrio Tripepi, via XXIV Maggio e via San Paolo, nel centro storico della città.
Dell'edificio oggi rimane un tratto del koilon, che si trova nel seminterrato di una palazzina di proprietà della Soprintendenza Archeologica della Calabria.

## La struttura
Realizzato con blocchi calcarei squadrati in maniera regolare ed accurata (non essendo semplice reperire giacimenti di marmorei in zona), il Bouleuterion/Ekklesiasterion/Odéion integro presentava probabilmente un koilon con una gradinata che arrivava all'incirca ad una quindicina di ordini. La costruzione semicircolare aveva una capacità di circa 1.600 posti a sedere e l'orchestra doveva avere probabilmente un diametro di circa 22 m.
Oltre che per spettacoli musicali e di danza è probabile che fosse utilizzato per le assemblee e per le prove degli spettacoli che si tenevano nel teatro, il cui sito non è ancora stato identificato.
Il rudere rivide la luce nel 1921, in occasione dei lavori che interessavano la zona per la costruzione di alcune palazzine, ad una profondità di 7 m emersero i resti dell'edificio, identificati dal grande archeologo Paolo Orsi, come risalenti al IV secolo a.C.

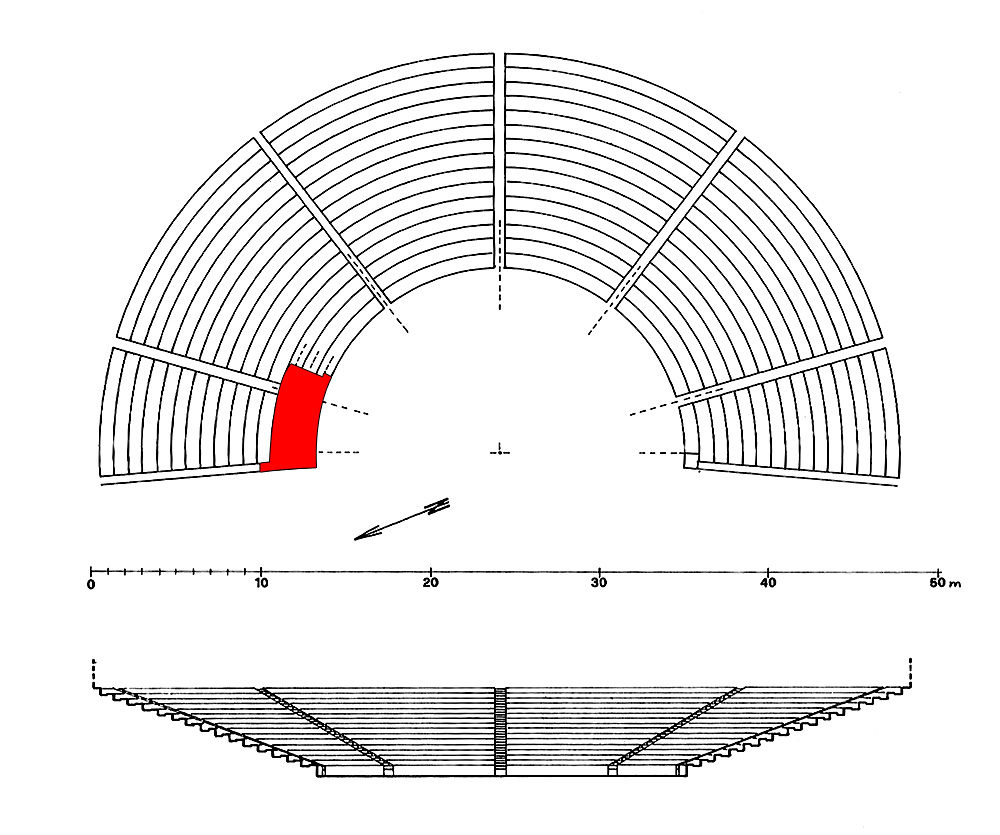
una ricostruzione del bouleuterion di Reggio, nell'immagine è evidenziato il rudere oggi superstite.

L'edificio è realizzato in arenaria, e la fase edificatoria risalirebbe alla fine del IV/inizio del III secolo a.C.

### Assetto dell'edificio, il koilon
Oggi del teatro restano soltanto avanzi del koilon, che si apriva verso ovest con vista sul mare. Il koilon è costruito a ridosso di un'altura della città di Rhegion, all'interno della seconda cinta muraria (realizzata nel IV secolo a.C.); il suo aspetto si può ricostruire dall'unica kerkis che è conservata.
Il koilon abbraccia l'orchestra con un semicerchio il cui diametro interno è di 21,90 m (pari a 73 piedi); la coda (non calcolando il blocco di testata) è invece di 2,70 m (pari a 9 piedi). Nella ricostruzione, il koilon è dunque suddiviso in 7 Kerkides da 6 scalette intermedie.

### Posti a sedere, orchestra e architettura
Il banco in pietra è del tipo posto a sedere vero e proprio, e posto per i piedi del retrostante spettatore. I sedili, di cui restano due ordini, hanno un lieve risalto di 0.05 rispetto alla pedata retrostante. Le parodoi si trovano probabilmente lungo gli analemmata frontali. L'Orchestra ha una forma semicircolare, del diametro di 21.90 m. Per quanto riguarda i particolari architettonici, sono stati rinvenuti frammenti di tre bei capitelli fittili di ordine ionico.

## Le fonti storiche
Il sito fu inizialmente identificato da Paolo Orsi come l'Odèon della città - edificio simile ad un teatro di modeste dimensioni dedicato a esercizi di canto, rappresentazioni musicali e concorsi di poesia e musica - mentre oggi va consolidandosi la teoria che si tratti dei resti del Bouleuterion o l'Ekklesiasterion, l'edificio per le riunioni dell'assemblea popolare, dunque non è improbabile che proprio qui sia avvenuta l'assemblea voluta da Timoleonte e dagli strateghi rhegini nel 344 a.C.
Pur parlando di riunione dell'assemblea, né Diodoro, né Plutarco nominano espressamente l'Ekklesiasterion. Dunque potrebbe anche pensarsi che l'assemblea popolare di Reggio si riunisse, per esempio, in un teatro, così come è attestato per diverse città. Tuttavia gli altri dati forniti dalle fonti esaminate sono tali da escludere questa ipotesi. Infatti Plutarco dice chiaramente che gli strateghi reggini "riunirono l'assemblea e chiusero le porte". Le porte di cui si tratta sono quelle dell'edificio dove il popolo era stato convocato: la loro chiusura ne impediva l'uscita. Tale dato è fondamentale per identificare la tipologia architettonica dell'ambiente dove si riuniva l'assemblea popolare, un ambiente non liberamente accessibile, come un teatro, ma chiuso e forse coperto.
Da esso inoltre non poteva scorgersi il mare, dato che tutto l'inganno ordito da Timoleonte e dagli strateghi reggini presuppone l'impossibilità dei cartaginesi, che si trovano in assemblea, di accorgersi che la flotta corinzia stava salpando. Sappiamo anche che il luogo di riunione era situato non nella parte bassa della città, prossima al mare, ma nella parte collinare, dato che Plutarco ci informa che Timoleonte, fuggendo dall'assemblea, "discese verso il mare". Esso inoltre doveva avere una rispettabile capienza. infatti le fonti riferiscono concordemente che vi si riuniva l'assemblea e Plutarco parla di "moltitudine riunita" e di "folla" mentre Diodoro precisa che l'assemblea era "plenaria". Infine entrambi ci informano che l'edificio era dotato di una tribuna per gli oratori (βῆμα), attorno alla quale si affollano i reggini per creare confusione e consentire a Timoleonte di dileguarsi inosservato.